# Hugues Cuénod

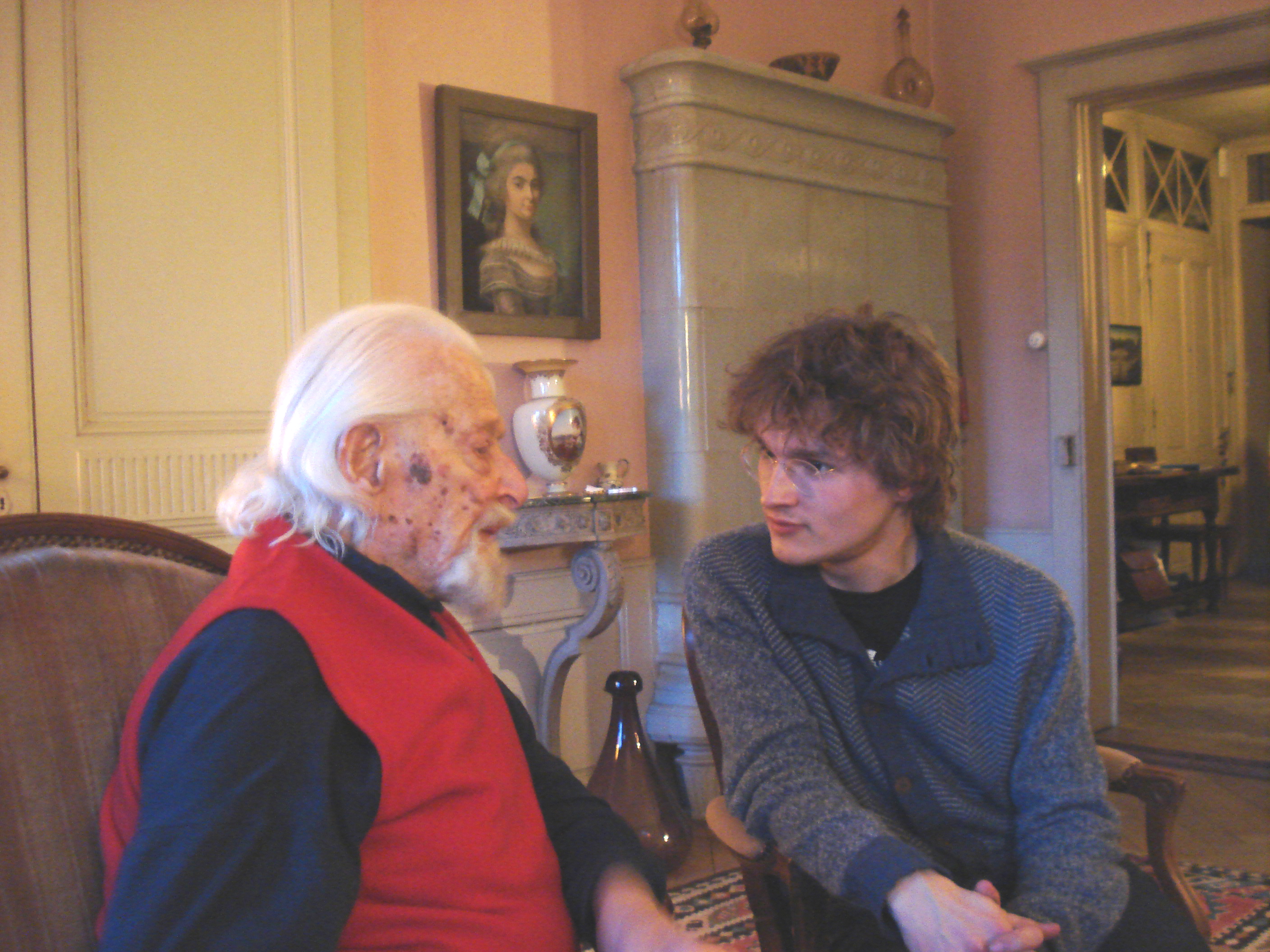
Hugues Cuénod mit dem niederländischen Violinisten Jeroen van der Wel in seinem Apartment am 22. Februar 2010

Hugues Adhémar Cuénod (* 26. Juni 1902 in Corseaux; † 6. Dezember 2010 in Vevey) war ein Schweizer Opernsänger (Tenor).

## Leben
Cuénod erhielt seine Ausbildung am Institut de Ribaupierre in Lausanne sowie an den Konservatorien in Genf, Basel und Wien. Er begann seine Karriere 1928 in Paris in Kreneks Jonny spielt auf. Im darauffolgenden Jahr trat er erstmals in die Vereinigten Staaten, in Bitter Sweet von Noël Coward, auf. Von 1930 bis 1933 war er in Genf, danach bis 1937 in Paris tätig. Eine ausgedehnte Tournee führte ihn 1937 bis 1939 erneut nach Nordamerika. 1943 beendete er seine aktive Opernkarriere mit Die Fledermaus in Genf. Danach hatte er einzelne Auftritte an der Mailänder Scala (1951), beim Glyndebourne Festival 1954 und im Londoner Royal Opera House Covent Garden (1954, 1956 und 1958). 1987 hatte er als fast 85-Jähriger in der Rolle des Kaisers in Puccinis Turandot sein Debüt an der New Yorker Metropolitan Opera.
Von 1940 bis 1946 hatte Cuénod eine Lehrtätigkeit am Genfer Konservatorium. Er hinterlässt umfängliche Schallplattenaufnahmen, darunter einige Erstaufnahmen wie Couperins Lamentations. Sein Repertoire umfasste nahezu alles von Guillaume de Machaut bis Igor Strawinsky. Er trat unter anderem als Mozarts Basilio und als Sellem in der Premiere von Strawinskys The Rake’s Progress (1951) auf. Sein besonderes Interesse galt dem französischen Lied, er arbeitete dabei mit den Komponisten Arthur Honegger, George Auric, Albert Roussel und Francis Poulenc zusammen.
Nachdem er über 20 Jahre lang mit dem ehemaligen Bundesbeamten Alfred Augustin (* 1943) zusammen war, liessen sie Anfang 2007 ihre Partnerschaft nach dem neuen Partnerschaftsgesetz eintragen.